# Antiscienza
L'antiscienza o anti scienza è un insieme di atteggiamenti che comportano il rifiuto della scienza e del metodo scientifico. Le persone che hanno opinioni antiscientifiche non accettano la scienza come metodo oggettivo in grado di generare conoscenza universale. L'antiscienza si manifesta comunemente attraverso il rifiuto di idee scientifiche quali il cambiamento climatico e l'evoluzione. L'antiscienza comprende anche la pseudoscienza, ovvero tutti quei metodi che pretendono di essere scientifici ma rifiutano il metodo scientifico. Il rifiuto della scienza porta a credere nelle teorie del complotto e nella medicina alternativa. La mancanza di fiducia nella scienza è stata collegata alla promozione dell'estremismo politico e della sfiducia nei trattamenti medici.

## Storia
Agli albori della rivoluzione scientifica, scienziati come Robert Boyle (1627–1691) si trovarono in conflitto con quelli come Thomas Hobbes (1588–1679), che erano scettici sul fatto che la scienza fosse un modo soddisfacente per ottenere una conoscenza autentica del mondo.
La posizione di Hobbes è considerata da Ian Shapiro come una posizione antiscientifica:
Nel suo libro Reductionism: Analysis and the Fullness of Reality, pubblicato nel 2000, Richard H. Jones scrisse che Hobbes "ha avanzato l'idea del significato dell'irrazionale nel comportamento umano". Jones prosegue raggruppando Hobbes con altri che classifica come "antiriduzionisti" e "individualisti", tra cui Wilhelm Dilthey (1833–1911), Karl Marx (1818–1883), Jeremy Bentham (1748–1832) e JS Mill (1806–1873), aggiungendo in seguito Karl Popper (1902–1994), John Rawls (1921–2002) e EO Wilson (1929–2021) all'elenco.
Jean-Jacques Rousseau, nel suo Discorso sulle scienze e le arti (1750), sosteneva che la scienza può portare all'immoralità. "Rousseau sostiene che il progresso delle scienze e delle arti ha causato la corruzione della virtù e della moralità" e la sua "critica della scienza ha molto da insegnarci sui pericoli insiti nel nostro impegno politico per il progresso scientifico, e sui modi in cui il progresso scientifico la futura felicità dell'umanità potrebbe essere assicurata". Tuttavia, Rousseau non afferma nel suo Discorso che le scienze sono necessariamente cattive e afferma che figure come René Descartes, Francis Bacon e Isaac Newton andrebbero tenute in grande considerazione. Nella conclusione del Discorso, egli dice che questi scienziati possono coltivare le scienze con grande beneficio e che la corruzione della morale è soprattutto dovuta alla cattiva influenza della società sugli scienziati.
William Blake (1757–1827) reagì fortemente nei suoi dipinti e scritti contro il lavoro di Isaac Newton (1642–1727), in quello che è forse il primo esempio di quella che è vista dagli storici come la risposta estetica o antiscientifica romantica. Ad esempio, nella sua poesia del 1795 Auguries of Innocence, Blake descrive il bellissimo e naturale pettirosso imprigionato in quella che si potrebbe interpretare come la gabbia materialistica della matematica e della scienza newtoniana.Il dipinto di Newton di Blake raffigura lo scienziato "come un eroe fuorviato il cui sguardo era diretto solo su sterili diagrammi geometrici disegnati sul terreno". Blake pensava che "Newton, Bacon e Locke con la loro enfasi sulla ragione non erano altro che 'i tre grandi maestri dell'ateismo, o della dottrina di Satana'... il quadro progredisce dall'esuberanza e dal colore a sinistra, alla sterilità e all'oscurità a destra. Secondo Blake, Newton non porta la luce, ma la notte". In una poesia del 1940, W. H. Auden riassume le opinioni antiscientifiche di Blake dicendo che egli "[interruppe] i rapporti, in una maledizione, con l'Universo newtoniano".
Un recente biografo di Newton lo considera più un alchimista rinascimentale, un filosofo naturale e un mago piuttosto che un vero rappresentante dell'illuminismo scientifico, come divulgato da Voltaire (1694–1778) e altri newtoniani illuministi.
Le questioni antiscientifiche sono viste come un elemento fondamentale quando si tratta di valutare il passaggio di una data teoria dalla "pre-scienza" o "protoscienza" verso la scienza. Ne è un esempio l'alchimia. Molte discipline che precedono l'adozione e l'accettazione diffusa del metodo scientifico, come geometria e astronomia, non sono viste come antiscientifiche. Tuttavia, alcune delle ortodossie all'interno di quelle discipline che precedono un approccio scientifico (come quelle ortodossie ripudiate dalle scoperte di Galileo) sono viste come prodotto di una posizione antiscientifica.
Friedrich Nietzsche ne La gaia scienza (1882) mette in discussione il dogmatismo scientifico:
Il termine "scientismo", che ha origine negli studi scientifici, è stato adottato ed è utilizzato da sociologi e filosofi della scienza per descrivere i punti di vista, le credenze e il comportamento di forti sostenitori dell'applicazione di concetti apparentemente scientifici oltre le sue discipline tradizionali. Nello specifico, lo scientismo promuove la scienza come il migliore o unico mezzo oggettivo per determinare valori normativi ed epistemologici. Il termine scientismo è generalmente usato in modo critico, implicando un'applicazione solo formale della scienza in situazioni ingiustificate considerate non suscettibili all'applicazione del metodo scientifico o di standard scientifici simili. La parola è comunemente usata in senso peggiorativo, applicandosi a individui che sembrano trattare la scienza in modo simile a una religione. Il termine riduzionismo è talvolta usato in modo altrettanto peggiorativo (come un attacco più subdolo agli scienziati). Tuttavia, alcuni scienziati si sentono a proprio agio nell'essere etichettati come riduzionisti, pur concordando sul fatto che potrebbero esserci carenze concettuali e filosofiche nel riduzionismo.
Sono state tuttavia formulate visioni della scienza non riduzioniste (vedi emergentismo), in varie forme in diversi campi scientifici come fisica statistica, teoria del caos, teoria della complessità, cibernetica, teoria dei sistemi, biologia dei sistemi, ecologia, teoria dell'informazione ecc. Tali campi tendono a presupporre che forti interazioni tra unità producano nuovi fenomeni a livelli "superiori" che non possono essere spiegati esclusivamente dal riduzionismo. Ad esempio, non è utile (o attualmente possibile) descrivere una partita a scacchi o reti genetiche utilizzando la meccanica quantistica. La visione emergentista della scienza ("Più è diverso", nelle parole del fisico premio Nobel nel 1977 Philip W. Anderson) è stata ispirata nella sua metodologia dalle scienze sociali europee (Durkheim, Marx) che tendono a rifiutare l'individualismo metodologico.

## Politica
Elyse Amend e Darin Barney sostengono che, sebbene l'antiscienza possa essere un'etichetta descrittiva, sia spesso usata a scopo retorico, essendo effettivamente utilizzata per screditare i propri oppositori politici; ne deriva che le accuse di antiscienza non sono necessariamente giustificate.

### Sinistra
Un'espressione dell'antiscienza è la "negazione dell'universalità e... legittimazione delle alternative", e il fatto che i risultati delle scoperte scientifiche non sempre rappresentano alcuna realtà sottostante, ma possono semplicemente riflettere l'ideologia dei gruppi dominanti all'interno della società. Alan Sokal afferma che questa visione associa la scienza alla destra politica ed è vista come un sistema di credenze conservatore e conformista, che sopprime l'innovazione, che resiste al cambiamento e che agisce in modo dittatoriale. Ciò comprende l'idea, ad esempio, che la scienza abbia una "visione del mondo borghese e/o eurocentrica e/o mascolinista ".
Il movimento anti-nucleare, spesso associato alla sinistra, è stato criticato per avere sopravvalutato gli effetti negativi dell'energia nucleare, e per aver sottovalutato i costi ambientali delle fonti non nucleari che potrebbero essere evitati grazie allo sfruttamento dell'energia nucleare. Anche l'opposizione agli organismi geneticamente modificati (OGM) è stata associata alla sinistra. Aree di studio che hanno sperimentato resistenze da parte della sinistra sono la sociobiologia e i test del QI. Ciò è dovuto all'associazione di queste scienze con il razzismo scientifico e il neocolonialismo. Molti critici di questi campi, come Stephen Jay Gould, sono stati accusati di nutrire forti pregiudizi politici e di impegnarsi nella "mob science".

### Destra
L'origine del pensiero antiscientifico può essere fatta risalire alla reazione del Romanticismo all'Illuminismo: questo movimento viene spesso definito "anti-illuminismo". Il Romanticismo sottolinea che l'intuizione, la passione e i legami organici con la Natura sono valori primordiali e che il pensiero razionale è semplicemente un prodotto della vita umana. Vi sono molti esempi moderni di polemica antiscientifica conservatrice. Centrali tra queste ultime sono le polemiche sulla biologia evolutiva, su cosmologia, geologia storica e sulla ricerca sull'origine della vita insegnata nelle scuole superiori, sulle questioni ambientali legate al riscaldamento globale e alla crisi energetica.
Le caratteristiche dell'antiscienza associata alla destra includono il ricorso alle teorie del complotto per spiegare perché gli scienziati credono in ciò in cui credono, nel tentativo di minare la fiducia o il potere solitamente associati alla scienza (ad esempio, nelle teorie del complotto sul riscaldamento globale).
Nei tempi moderni, è stato sostenuto che la politica di destra porta con sé una tendenza antiscientifica. Mentre alcuni hanno suggerito che questo sia innato sia per la destra sia per le sue convinzioni, altri hanno sostenuto che si tratta di una "stranezza" di un contesto storico e politico in cui le scoperte scientifiche hanno sfidato o sembravano sfidare le visioni del mondo della destra piuttosto che della sinistra.

### Religiosa
In ambito religioso, l'antiscienza si può considerare dipendente da argomenti religiosi, morali e culturali. Secondo questo tipo di filosofia religiosa antiscientifica, la scienza è una forza antispirituale e materialistica che mina i valori tradizionali, l'identità etnica e la saggezza storica accumulata a favore della ragione e del cosmopolitismo. In particolare, i valori tradizionali ed etnici enfatizzati sono simili a quelli della teologia dell'identità cristiana suprematista bianca, ma visioni di destra simili sono state sviluppate da sette radicalmente conservatrici di Islam, Ebraismo, Induismo e Buddismo. Nuovi movimenti religiosi come il pensiero New Age criticano anche la visione scientifica del mondo in quanto favorisce una filosofia riduzionista, atea o materialista.
Una base frequente del sentimento antiscientifico è il teismo religioso con interpretazioni letterali del testo sacro. Qui, le teorie scientifiche che sono in conflitto con ciò che è considerata conoscenza ispirata da Dio sono considerate imperfette. Nel corso dei secoli le istituzioni religiose sono state riluttanti ad abbracciare idee come l'eliocentrismo e il moto del pianeti perché contraddicevano l'interpretazione dominante di vari passaggi delle Scritture. Più recentemente l'insieme delle teologie della creazione conosciute collettivamente come creazionismo, inclusa la teoria teleologica del disegno intelligente, è stato promosso dai teisti religiosi in risposta al processo di evoluzione per selezione naturale.
Nella misura in cui i tentativi di superare i sentimenti antiscientifici sono falliti, alcuni sostengono che sia necessario un approccio diverso alla difesa della scienza. Uno di questi approcci afferma che è importante sviluppare una comprensione più accurata di coloro che negano la scienza (evitando di stereotiparli come arretrati e ignoranti) e anche tentare di raggiungere il pubblico target attraverso coloro che condividono valori culturali, come gli scienziati che hanno anche credenze religiose.

## Aree
«C'è un culto dell'ignoranza negli Stati Uniti, e c'è sempre stato. Una vena di anti-intellettualismo si è insinuata nei gangli vitali della nostra politica e cultura, alimentata dalla falsa nozione che democrazia significhi "la mia ignoranza vale quanto la tua conoscenza".
There is a cult of ignorance in the United States, and there has always been. The strain of anti-intellectualism has been a constant thread winding its way through our political and cultural life, nurtured by the false notion that democracy means that "my ignorance is just as good as your knowledge".»

— Isaac Asimov, A Cult of Ignorance, Newsweek, 21 gennaio 1980
Storicamente, l'antiscienza è nata inizialmente come reazione al materialismo scientifico. L'Illuminismo del XVIII secolo aveva inaugurato "l'ideale di un sistema unificato di tutte le scienze", ma c'erano coloro che temevano questa nozione, che "sentivano le costrizioni della ragione e della scienza, di un unico sistema onnicomprensivo... erano in qualche modo costrittivi, un ostacolo alla loro visione del mondo, catene alla loro immaginazione o al loro sentimento". L'antiscienza è quindi un rifiuto del "modello scientifico [o paradigma]... con la sua forte implicazione che solo ciò che era quantificabile, o in ogni caso misurabile... era reale". In questo senso si tratta di un "attacco critico alla pretesa totale del nuovo metodo scientifico di dominare l'intero campo della conoscenza umana". Tuttavia, il positivismo scientifico (positivismo logico) non nega la realtà dei fenomeni non misurabili, ma solo che tali fenomeni non dovrebbero essere adeguati all'indagine scientifica. Inoltre il positivismo come base filosofica per il metodo scientifico non è consensuale e nemmeno dominante nella comunità scientifica (vedi filosofia della scienza).
Tre aree principali di antiscienza possono essere viste in filosofia, sociologia e in ambito ecologico e sanitario.

### Filosofia
Le obiezioni filosofiche contro la scienza sono spesso obiezioni sul ruolo del riduzionismo. Ad esempio, nel campo della psicologia, "sia i riduzionisti che gli antiriduzionisti accettano che... le spiegazioni non molecolari non possano essere migliorate, corrette o fondate su quelle molecolari". Inoltre "l'antiriduzionismo epistemologico sostiene che, date le nostre capacità mentali finite, non saremmo in grado di cogliere la spiegazione fisica ultima di molti fenomeni complessi anche se conoscessimo le leggi che governano i loro costituenti ultimi". Alcuni vedono l'antiscienza come "comune... negli ambienti accademici... molte persone vedono che ci sono problemi nella demarcazione tra scienza, scientismo e pseudoscienza che si traducono in una posizione antiscientifica. Alcuni sostengono che non si possa sapere nulla con certezza».
Molti filosofi sono "divisi sul fatto che la riduzione debba essere una strategia centrale per comprendere il mondo". Ad ogni modo, molti concordano sul fatto che "ci sono tuttavia ragioni per cui vogliamo che la scienza scopra proprietà e spiegazioni diverse da quelle fisiche riduttive". Tali questioni derivano "da una preoccupazione antiriduzionista che non esista una concezione assoluta della realtà, cioè una caratterizzazione della realtà come... la scienza afferma di fornire".

### Sociologia
Il sociologo Thomas Gieryn si riferisce ad "alcuni sociologi che potrebbero sembrare antiscientifici". Alcuni "filosofi e tipi antiscientifici", sostiene, potrebbero aver presentato "immagini irreali della scienza che minacciano la credibilità della conoscenza scientifica", o sembrano essere andati "troppo oltre nelle loro decostruzioni antiscientifiche". La domanda spesso sta in quanto gli scienziati si conformano all'ideale standard di "comunalismo, universalismo, disinteresse, originalità e... scetticismo". "Gli scienziati non sempre si conformano... gli scienziati si appassionano alle teorie preferite; fanno affidamento sulla reputazione nel giudicare il lavoro di uno scienziato; perseguono la fama e il guadagno attraverso la ricerca". Pertanto, potrebbero mostrare pregiudizi intrinseci nel loro lavoro. "[Molti] scienziati non sono così razionali e logici come vorrebbe la leggenda, né sono così illogici o irrazionali come potrebbero dire alcuni relativisti".

### Ambito ecologico e sanitario
All'interno della sfera ecologica e sanitaria, Levins individua un conflitto “non tra scienza e antiscienza, ma piuttosto tra diversi percorsi della scienza e della tecnologia; tra una scienza mercificata e finalizzata al profitto e una scienza gentile per scopi umani; tra le scienze dei più piccoli" parti e le scienze degli insiemi dinamici... [egli] offre proposte per un approccio più olistico e integrale alla comprensione e all'affrontare le questioni ambientali". Queste convinzioni sono comuni anche all'interno della comunità scientifica, ad esempio gli scienziati sono prominenti nelle campagne ambientali che mettono in guardia sui pericoli ambientali come la riduzione dello strato di ozono e l'effetto serra. Si può anche sostenere che questa versione di antiscienza si avvicina a quella riscontrabile nella sfera medica, dove pazienti e professionisti possono scegliere di rifiutare la scienza e adottare un approccio pseudoscientifico ai problemi sanitari. Questo può essere un cambiamento sia pratico che concettuale e ha attirato forti critiche: "il tocco terapeutico, una tecnica di guarigione basata sull'imposizione delle mani, ha trovato ampia accettazione nella professione infermieristica nonostante la sua mancanza di plausibilità scientifica. La sua accettazione è indicativa di un'ampia tendenza antiscientifica nell'assistenza infermieristica".
Glazer critica anche i terapeuti e i pazienti "per aver abbandonato le basi biologiche dell'assistenza infermieristica e per aver interpretato erroneamente la filosofia al servizio di una visione del mondo antiscientifica". Al contrario, Brian Martin ha criticato Gross e Levitt affermando che "il loro approccio di base è attaccare i costruttivisti perché non sono positivisti" e che la scienza è "presentata come un oggetto unitario, solitamente identificato con la conoscenza scientifica. Viene descritto come neutrale e oggettivo. In secondo luogo, si sostiene che la scienza sia sotto attacco da parte dell'"antiscienza", composta essenzialmente da ideologi che rappresentano minacce alla neutralità e all'obiettività che sono fondamentali per la scienza. In terzo luogo, viene effettuato un attacco altamente selettivo agli argomenti dell'“antiscienza"». Queste persone presumibilmente poi "equiparano abitualmente la critica della conoscenza scientifica all'ostilità verso la scienza, un salto che è logicamente insostenibile ed empiricamente dubbio". Dopo aver poi «costruito due entità artificiali, una 'scienza' unitaria e una 'sinistra accademica' unitaria, ciascuna ridotta a essenze epistemologiche, Gross e Levitt passano all'attacco: scelgono figure in ciascuna delle diverse aree - studi scientifici, postmodernismo, femminismo, ambientalismo, attivismo contro l'AIDS - e criticano le loro critiche alla scienza.
Gli scritti di Young servono a illustrare visioni più antiscientifiche: "La forza del movimento antiscientifico e della tecnologia alternativa è che i loro sostenitori sono riusciti a mantenere la visione utopica mentre cercano ancora di crearne esempi concreti". "Le reali forze sociali, ideologiche ed economiche che plasmano la scienza...[sono] state contrastate fino all repressione in molti ambienti. La maggior parte degli scienziati lo odiano e lo etichettano come “antiscienza". Ma è urgentemente necessario, perché rende la scienza autocosciente e, si spera, autocritica e responsabile rispetto alle forze che modellano le priorità, i criteri e gli obiettivi della ricerca».
Gli alimenti geneticamente modificati alimentano anche un sentimento antiscientifico. Recentemente il grande pubblico è diventato più consapevole dei pericoli di una cattiva alimentazione, poiché numerosi studi dimostrano che i due sono indissolubilmente legati. L'antiscienza impone che la scienza sia inaffidabile, perché non è mai completa e viene costantemente rivista, il che sarebbe una probabile causa della paura che il grande pubblico ha nei confronti degli alimenti geneticamente modificati, nonostante le rassicurazioni scientifiche sulla sicurezza di tali alimenti.
Gli antivaccinazionisti fanno affidamento su tutto ciò che capita loro presentando alcuni dei loro argomenti come se fossero scientifici, tuttavia la vena antiscientifica è parte del loro approccio.

## Media antiscientifici
Tra i principali media antiscientifici vi sono i portali Natural News, Global Revolution TV, TruthWiki.org, TheAntiMedia.org e GoodGopher. Le opinioni antiscientifiche sono state sostenute anche sui social media da organizzazioni note per sostenere notizie false come le brigate del web.